# Прапор Поморського воєводства

Прапор Поморського воєводства у 2008—2010 роках

Прапор Поморського воєводства — символ Поморського воєводства. Прапор являє чорного грифа з піднятими крилами на золотому тлі. Голова грифа з висунутим язиком червоного кольору спрямована праворуч.
Прапор встановлений 25 березня 2002 року.